# Atletismo nos Jogos Pan-Americanos de 1995 - Maratona masculina
A prova da maratona masculina nos Jogos Pan-Americanos de 1995 foi realizada em 25 de março.

## Medalhistas
| Ouro                        | Prata                          | Bronze                          |
| Benjamín Paredes MEX México | Mark Coogan USA Estados Unidos | Luiz Carlos da Silva BRA Brasil |

### Final
| Posição           | Nome                 | Nacionalidade      | Tempo   | Notas |
| ----------------- | -------------------- | ------------------ | ------- | ----- |
| Medalha de ouro   | Benjamín Paredes     | MEX México         | 2:14:44 |       |
| Medalha de prata  | Mark Coogan          | USA Estados Unidos | 2:15:21 |       |
| Medalha de bronze | Luiz Carlos da Silva | BRA Brasil         | 2:15:46 |       |
| 4                 | Rubén Maza           | VEN Venezuela      | 2:16:18 |       |
| 5                 | Alberto Cuba         | CUB Cuba           | 2:16:29 |       |
| 6                 | Maurilio Castillo    | MEX México         | 2:16:46 |       |
| 7                 | Carlos Tarazona      | VEN Venezuela      | 2:17.59 |       |
| 8                 | Luis Martínez        | GUA Guatemala      | 2:18:11 |       |